# Louis Van Nieuwenhuyse
Louis Jacques Marie Van Nieuwenhuyse (Brugge, 18 september 1799 - 26 december 1870) was een Belgisch volksvertegenwoordiger.

## Levensloop
Hij was een zoon van Joseph Van Nieuwenhuyse en van Charlotte Stochove. Hij trouwde met Caroline Van Maldeghem.
Hij studeerde rechten (1822-1825) aan de Rijksuniversiteit Leuven.
In 1864 werd hij liberaal volksvertegenwoordiger voor het arrondissement Brugge, op de zetel die bezet was door de katholieke volksvertegenwoordiger Amedée Visart de Bocarmé, die in 1868 de zetel weer veroverde.